# VSI Berlin GmbH
VSI Berlin GmbH é uma prestadora de serviços de língua alemã com estúdios de dublagem e instalações de legendagem, com base na área histórica de Osthafen, no centro de Berlim.

## História
Em 2005, a provedora de serviços de idioma britânico, Voice & Script International Ltd, abriu uma filial na Alemanha, oferecendo instalações de legendagem e locução no centro de Berlim. Em 2007, expandiu seus serviços adicionando uma divisão de dublagem alemã,.
Em 2011, ambas as empresas se fundiram para formar a VSI Berlin GmbH.
Sob a liderança de Ulrike Schubert e Norman Dawood, a empresa oferece dublagem, voice-over e legendagem de projetos multilíngues, bem como preparação de material de transmissão, edição de vídeo e serviços de acesso para televisão.
A VSI Berlin GmbH faz parte do VSI Group, que consiste em 21 estúdios e instalações de produção em todo o mundo.